# Crotalaria kurzii
Crotalaria kurzii är en ärtväxtart som beskrevs av Wilhelm Sulpiz Kurz. Crotalaria kurzii ingår i släktet sunnhampor, och familjen ärtväxter. Inga underarter finns listade i Catalogue of Life.